# The Beatles Box Set
The Beatles Box Set es la primera caja recopilatoria que contiene las 14 álbumes de estudio de la banda de rock The Beatles reeditada por EMI y Capitol en formato digital el 15 de noviembre de 1988. es el primer álbum que fue publicado en el formato CD en un box set. El box estaba disponible en disco compacto, en vinilo, o en casete, incluyó todas las publicaciones británicas originales, más Magical Mystery Tour, que había sido lanzado en los Estados Unidos en 1967, pero no lanzado en el Reino Unido hasta 1976 (Magical Mystery Tour había sido publicado en CD por todo el mundo en 1987, con los doce álbumes de The Beatles originales británicos), así como dos discos, llamados Past Masters, Volume One y Past Masters, Volume Two, este último tenía Lados B, pistas de EP, y publicaciones extranjeras no encontradas en ninguno de los otros trece álbumes. Aunque todos los álbumes originales británicos hubieran estado antes disponibles en estéreo tanto en vinilo como en casete, las versiones de los cuatro primeros álbumes incluidos en el box eran mezclas remasterizadas digitalmente en mono en CD en 1987.
La colección también incluye un libro de tapa blanda de Mark Lewisohn que describe cada canción en la colección que es encajonada en madera de roble negro. La caja tiene tapa corrediza.

## Lista de álbumes
| Please Please Me                                                                     | Parlophone       | —             | 22 de marzo de 1963      | —                       | 1  | — |
| With the Beatles                                                                     | Parlophone       | —             | 22 de noviembre de 1963  | —                       | 1  | — |
| A Hard Day's Night                                                                   | Parlophone       | Capitol       | 10 de julio de 1964      | 26 de junio de 1964     | 1  | 1 |
| Beatles for Sale                                                                     | Parlophone       | —             | 4 de diciembre de 1964   | —                       | 1  | — |
| Help!                                                                                | Parlophone       | Capitol       | 6 de agosto de 1965      | 13 de agosto de 1965    | 1  | 1 |
| Rubber Soul                                                                          | Parlophone       | Capitol       | 3 de diciembre de 1965   | 6 de diciembre de 1965  | 1  | 1 |
| Revolver                                                                             | Parlophone       | Capitol       | 5 de agosto de 1966      | 8 de agosto de 1966     | 1  | 1 |
| Sgt. Pepper's Lonely Hearts Club Band                                                | Parlophone       | Capitol       | 1 de junio de 1967       | 2 de junio de 1967      | 1  | 1 |
| Magical Mystery Tour                                                                 | Parlophone       | Capitol       | 19 de noviembre de 1976  | 26 de noviembre de 1967 | 31 | 1 |
| The Beatles                                                                          | Apple            | Apple         | 22 de noviembre de 1968  | 25 de noviembre de 1968 | 1  | 1 |
| Yellow Submarine                                                                     | Apple            | Apple         | 17 de enero de 1969      | 13 de enero de 1969     | 3  | 2 |
| Abbey Road                                                                           | Apple            | Apple         | 26 de septiembre de 1969 | 1 de octubre de 1969    | 1  | 1 |
| Let It Be                                                                            | Apple            | Apple         | 8 de mayo de 1970        | 18 de mayo de 1970      | 1  | 1 |
| Past Masters, Vol. 1                                                                 | Parlophone/Apple | Capitol/Apple | 7 de marzo de 1988       | 7 de marzo de 1988      | —  | — |
| Past Masters, Vol. 2                                                                 | Parlophone/Apple | Capitol/Apple | 7 de marzo de 1988       | 7 de marzo de 1988      | —  | — |
| "—" denota las álbumes que no fueron publicados en ese país antes de esta colección. |                  |               |                          |                         |    |   |